# Guataquí
Guataquí es un municipio colombiano del departamento de Cundinamarca, ubicado en la Provincia del Alto Magdalena, a 176 kilómetros al suroccidente de Bogotá. La temperatura media anual es de 27.7 °C. Se supone que antiguamente debió llamarse Guate.

## Toponimia

### Origen lingüístico[4]
- Familia lingüística: Chibcha
- Lengua: Muysccubun

### Significado
El topónimo Guataquí significa, en muysc cubun (idioma muisca), «Labranza del Cerro Largo». Guataquí presenta los vocablos gua "cerro, cordillera", ta "dominio, labranza", qui-quie "árbol, bosque".

### Origen / Motivación
El municipio tomó su nombre del sitio por donde los indígenas cruzaban el río Magdalena; éstos abrían sus caminos y pasos por diferentes razones, como la guerra, el comercio y la peregrinación religiosa.

### Nombres históricos
- Guate (época precolombina)

## Historia
En la época precolombina, el territorio de Guataquí estuvo habitado por el pueblo panche. Era uno de los sitios por donde los indígenas cruzaban el río Magdalena. 
Guataquí fue transitado por las primeras expediciones de Hernán Pérez de Quesada, Sebastián de Belalcázar y Hernán Venegas Carrillo, cuando este fue en busca de las minas de Mariquita. En Guataquí construyeron embarcaciones y bajaron el Magdalena hacia el Caribe Gonzalo Jiménez de Quesada, Nicolás Federmann, Sebastián de Belalcázar y sus acompañantes en 1539. Al frente quedaba el sitio de Opia, luego llamado Paso Real de Opia, en la desembocadura del río de este nombre, como aparece en un mapa del siglo XVII del camino de Santa Fe a Ibagué, pasando por la población.
Puede tomarse como principio de fundación del actual pueblo el auto del 6 de noviembre de 1656 del gobernador Pissa y Urreamendi, que aseguró el asentamiento de los indios en este sitio. El 3 de agosto de 1671 era cura doctrinero fray Alonso de Ardenes. 
El 28 de septiembre de 1640 el arzobispo fray Cristóbal de Torres agregó a Guataquí al curato de Piedras; estuvieron unidos hasta 1794, cuando Guataquí fue erigido en distrito. El 5 de marzo de 1772, en visita de  Francisco de Vargas, era cura Jerónimo de Agudelo. En un censo de indios de Guataquí en 1804 figuraban 21 casados y 38 en edad de doctrina. El padrón de blancos dio 160 cabezas de familia.

## Geografía

### Límites Municipales
Guataquí limita con los siguientes municipios
| Noroeste: Piedras Tolima (Río Magdalena) | Norte: Beltrán | Nordeste: Jerusalén |
| Oeste: Piedras Tolima (Río Magdalena)    |                | Este: Jerusalén     |
| Suroeste: Coello Tolima (Río Magdalena)  | Sur: Nariño    | Sureste: Nariño     |

### División Político-Administrativa
Además de su Cabecera municipal. Guataquí tiene bajo su jurisdicción los siguientes Centros poblados: El Porvenir y Las Islas

## Movilidad
A Guataquí se accede desde Soacha por la Ruta Nacional 40 en cercanías a la conurbación Flandes-Girardot por intersección con la Ruta Nacional 45 pasando por el vecino municipio de Nariño de sur a norte, siguiendo el río Magdalena hasta el casco urbano guataquiseño. También se puede acceder desde el norte por La Ruta Nacional 50 (Vía Bogotá Avenida Calle 80 a Medellín) por la Ruta Nacional 45 al sur desde el río Seco por Guaduas hasta Beltrán. De Guataquí ahí se puede desplazar al oriente hacia Jerusalén. 

## Turismo
- Artesanías: Hamacas, atarrayas.
- Calle Empedrada primer puerto fluvial en el Alto Magdalena.
- Cerro de Las Tres Cruces (Hermosa panorámica del municipio).
- Mirador de La Laguna.
- Oasis de Agua Natural y Azufrada, ubicada en la Vereda Macanda.
- Piscina Municipal.
- Templo Colonial Municipal. "Santo Domingo de Guzmàn".
- Hacienda Apauta (Casa donde pasó parte de su vida el Poeta colombiano Eduardo Carranza).
- Museo paleontológico (fósiles invertebrados, vertebrados, megafauna) y arqueológico "cultura panche" (herramientas, colección fragmentaria cerámica, sellos, sistema óseo y cráneo indígena). Institución Educativa Departamental Buscavida vereda Buscavida - Arte Rupestre - Senderos ecoturísticos - Gastronomía típica. Informes 312-3037237
- escenarios propicios para observaciones astronómicas.
- Peregrinación anual (último sábado del mes de enero) desde la vereda sabanetas, pasando por Escaños, Apauta, La Reforma, Buscavida y Mendoza hasta llegar al municipio de Nariño con "San Cayetano" y Santo Domingo de Guzmán a hombros, este último Santo Patrono de Guataquí.
- Ferias y fiestas (agosto).
- Actividades de motocross.

## Servicios públicos
- Energía Eléctrica: Enel, es la empresa prestadora del servicio de energía eléctrica.
- Gas Natural: Alcanos de Colombia es la empresa distribuidora y comercializadora de gas natural en el municipio.